# Гриффит (Индиана)
Гриффит (англ. Griffith) — город в округе Лейк в штате Индиана в Соединённых Штатах Америки.
Согласно данным переписи населения США 2020 года число жителей города 
составляло 16 420 человек.

## История
Город был основан в 1854 году.
Несколько объектов в Гриффите занесены в Национальный реестр исторических мест США.

## География
Гриффит находится на высоте 630 футов (190 метров) над уровнем моря. Границы города охватывают часть древних береговых линий Калумет озера Мичиган. 
Гриффит граничит с городом Хайленд на западе, городом Хаммонд на северо-западе, городом Гэри на северо-востоке, городом Шерервилл на юге и некорпоративным поселком Калумет на востоке.
Согласно данным Бюро переписи населения США, общая площадь города составляет 7,768 квадратных миль (20,12 км2), всё это суша.